# Nils Fredrik Holm
Nils Fredrik Holm, född 17 augusti 1910 i Bromma socken i Stockholms län, död 30 april 1995, var en svensk historiker.
Holm avlade filosofie kandidatexamen 1933 och filosofie licentiatexamen 1939. Han tjänstgjorde därefter på Riksarkivet som arkivarie med mera från 1939. 
Holm skrev ett flertal biografier i Svenskt biografiskt lexikon.